# Sarkis II (ormiański patriarcha Konstantynopola)
Sarkis II (ur. ?, zm. ?) – w latach 1592–1596 15. ormiański Patriarcha Konstantynopola.